# Азнаевский могильник
Азнаевский могильник археологический памятник XIII века на правом берегу реки Хажиновская Шида (приток р. Селеук) в 1 км от д. Азнаево Ишимбайского района.
Артефакты имеют аналоги среди погребальных памятников Прибайкалья и Забайкалья XII—XIII и Зауралья XIII—XIV веков.

## История
Открытие могильника состоялось в 1998 году разведочным отрядом НПЦ Министерства культуры РБ и исследован совм. экспедицией ИИЯЛ, Стерлитамакского пединститута и НПЦ (рук. Г. Н. Гарустович, В. А. Иванов, А. Ф. Яминов).